# Glaphyromorphus othelarrni
Espèce
Glaphyromorphus othelarrni est une espèce de sauriens de la famille des Scincidae.

## Répartition
Cette espèce est endémique du Nord-Est du Queensland en Australie.

## Publication originale
- Hoskin & Couper, 2014 : Two new skinks (Scincidae: Glaphyromorphus) from rainforest habitats in north-eastern Australia. Zootaxa, no 3869 (1), p. 1–16.